# Neoharmsia baronii
Neoharmsia baronii är en ärtväxtart som först beskrevs av Emmanuel Drake del Castillo, och fick sitt nu gällande namn av M. Peltier. Neoharmsia baronii ingår i släktet Neoharmsia och familjen ärtväxter. IUCN kategoriserar arten globalt som akut hotad. Inga underarter finns listade i Catalogue of Life.